# トリコスポロン属
トリコスポロン属 (Trichosporon) はトリコスポロン科に含まれる不完全菌の属の一つ。毛芽胞菌属とも呼ばれる。全種が完全世代（有性世代）を持たない酵母型である。
ほとんどの種は土壌から分離されたものだが、数種類は人や動物の皮膚常在菌である。毛髪で増殖することで白色砂毛症として知られる白い結節を作るほか、免疫不全者に日和見感染しトリコスポロン症を引き起こすことがある。

## 形態・生息環境
酵母型細胞から隔壁 (septum) で分節された硝子様菌糸が成長し、そこから分節型分生子を放出することで無性生殖する。完全世代は知られていない。
人間の髪 (毛芽胞菌 Trichosporon ovoides) ・土壌 (T. guehoae) ・キャベツ (T. brassicae) ・チーズ (T. caseorum) ・コガネムシ (T. scarabaeorum) ・オウムの糞 (T. coremiiforme) ・海水 (T. dermatis) などの広範囲にわたる生息環境から単離されている。

## 病原性
皮膚常在菌叢の一部として普遍的に存在するが、高湿度では毛髪で増殖し、症状、白色砂毛症を引き起こす。発症すると、細胞と分節分生子を含む柔らかく、白っぽい小結節が体毛に発生し、これは無害ではあるが不快である。
これを引き起こす種は、Trichosporon ovoides, T. inkin, T. asahii, T. mucoides, T. asteroides, T. cutaneum などである。
この中で、T. ovoides は頭部白色砂毛症、T. inkin は陰部白色砂毛症と関連が強い。また、T. cutaneum は爪真菌症などにも関わる。
1970年、本属が免疫不全の患者に深刻な日和見感染（トリコスポロン症）を起こすことが報告された。この原因種には T. asahii ・ T. asteroides, T. cutaneum ・ T. dermatis ・ T. dohaense ・ T. inkin ・ T. loubieri ・ T. mucoides ・ T. ovoides があるが、T. asahii は症例の大半を占め、臨床的に最も重要な種である。
日本では、過敏性肺臓炎を引き起こす原因種としてT. asahii・T. mucoides が知られている。本属による過敏性肺臓炎は、夏に高温多湿となる西日本に多い日和見感染で、北日本での発症は稀である。
またキャンディン系抗真菌薬の使用中に発症するブレイクスルー感染症としてもトリコスポロン症が注目されている。

## 分類
1890年にドイツの皮膚科学者グスタフ・ベーレントによって白色砂毛症の髭から分離され、Trichosporon ovoides として記載された。
だが、その後、1867年に緑藻の一種として記載されていた種（学名 Pleurococcus beigelii ）が同一種であるということが分かり、学名は Trichosporon beigelii に変更された。
その後、本属に100以上の種が追加されたが、DNAシークエンシングによる分岐学的解析で、多くの種が他の属に属することが明らかになり、現在では40種ほどが認められている。これらの解析から、白色砂毛症を引き起こす種は数種存在することが分かり、 Trichosporon  beigelii という学名は無効とされた。
(McPartland & Goff 1991)によると、T. beigelii はTrichosporon cutaneum のシノニムであり、これが新基準株である。一方、(Guého 1992) 等は、Behrendによる記載 T. ovoides が有効であるため、タイプ種となると考察している。

### 系統
大きく分けて、Brassicae・Gracile・Porosum・Cutaneum・Ovoidesの5つのクレードに分かれる。Brassicae・Gracileの2クレードは統合されることもある。人体への病原性を持つ種は、主にCutaneum・Ovoidesの2つのクレードに属する。また、現在クリプトコッカス属や Bullera 属とされている種の内、幾つかの種は本属に含まれる可能性が高い。
- Brassicae クレード
  - T. brassicae
  - T. montevideense
  - T. domesticum
  - T. scarabaeorum
- Gracile クレード
  - T. gracile
  - T. dulcitum
  - T. vadense
  - T. multisporum
  - T. laibachii
  - T. veenhuisii
  - T. loubieri
- Porosum クレード
  - T. porosum
  - T. lignicola
  - T. gamsii
  - T. sporotrichoides
  - T. dehoogii

- Cutaneum クレード
  - T. cutaneum
  - T. smithiae
  - T. terricola
  - T. moniliiforme
  - T. mucoides
  - T. debeurmannianum
  - T. dermatis
  - T. jirovecii
- Ovoides クレード
  - T. inkin
  - T. lactis
  - T. ovoides
  - T. caseorum
  - T. coremiiforme
  - T. asteroides
  - T. faecale
  - T. japonicum[13]
  - T. asahii[14]
  - T. aquatile
  - T. dohaense[6]

## ギャラリー
トリコスポロン属
- Trichosporon asteriodes UAMH 10278
- Trichosporon beigelii によるトリコスポロン症

Trichosporon